# 로스토크-라게 공항

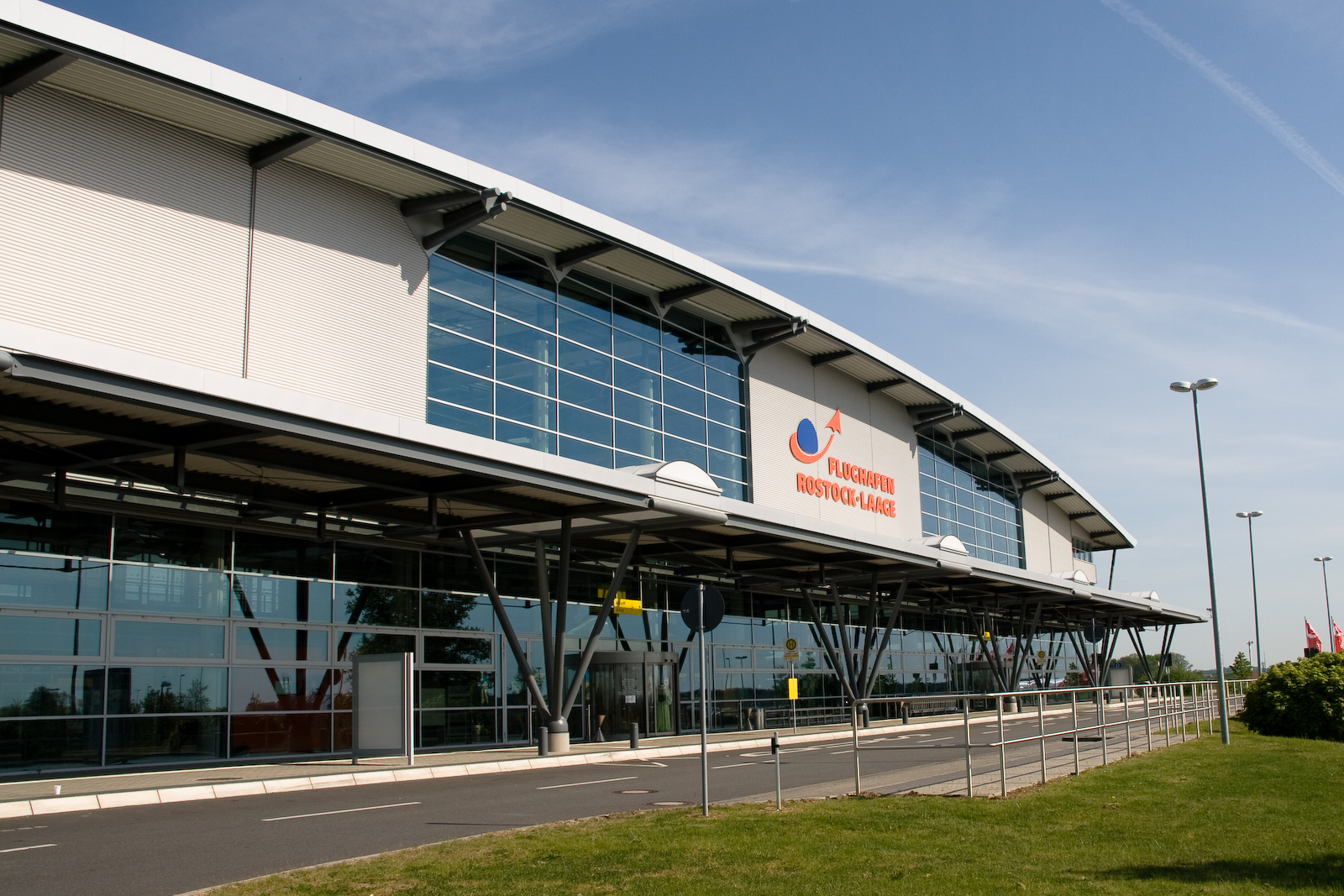

로스토크-라게 공항(Rostock–Laage Airport, IATA: RLG, ICAO: ETNL)은 독일의 메클렌부르크포어포메른주에서 가장 큰 도시인 로스토크의 공항이다. 독일의 주요 도시들과 일부 레저 루트로의 항공편을 제공한다. 민간 공항의 목적 외에도 독일 공군의 Jagdgeschwader 73이 이 공항에 위치해 있다.

## 통계
| 2010                    | 219.489 |
| 2011                    | 223,516 |
| 2012                    | 203,990 |
| 2013                    | 177,464 |
| 2014                    | 169,946 |
| 2015                    | 190,869 |
| 2016                    | 250,199 |
| 2017                    | 290,654 |
| 2018                    | 298,000 |
| 2019                    | 148,000 |
| Source: Rostock Airport |         |

## 같이 보기
- 독일의 대중교통